# آيت احسي لحسن (تيلويت)
آيت احسي لحسن هي إحدى مشيخات المملكة المغربية، تتبع جغرافيا لإقليم ورززات وإداريًا لتيلويت. يقدر عدد سكانها بـ 3523 نسمة حسب الإحصاء الرسمي للسكان والسكنى لسنة 2004.